# Opholdssted
Et opholdssted er et specialiseret privat tilbud (virksomhed) for en målgruppe af socialt udsatte personer. Der kan være en eller flere grunde til at personer har et ophold på et opholdssted.
Personalegruppen er oftest specielt sammensat, så den passer til målgruppens problemstillinger. Der kan indgå pædagoger, pædagogassistenter, psykologer, psykiatere, personer med erhvervsfaglig baggrund og andre med relevant baggrund.
En visitation af en person til ophold på et opholdssted foretages jf. serviceloven, af den anbringende myndighed, som oftest en serviceenhed i kommunen. 
Opholdssteders forretningsgrundlag udspringer oftest af en forretningsidé til en særlig behandlingsform eller pædagogisk indsats for en eller flere målgrupper. Det er så op til Socialtilsynet, at godkende budget, forretningsgrundlag og personalesammensætning. 
Opholdsstedet betaler en afgift til socialtilsynet for tilsynet. Hvert år revideres budgetterne og disse gennemgår tilsynsenheden med henblik på en godkendelse.
Private opholdssteder kan organisere sig hos LOS - De private sociale tilbud.